# Duma (Palästina)

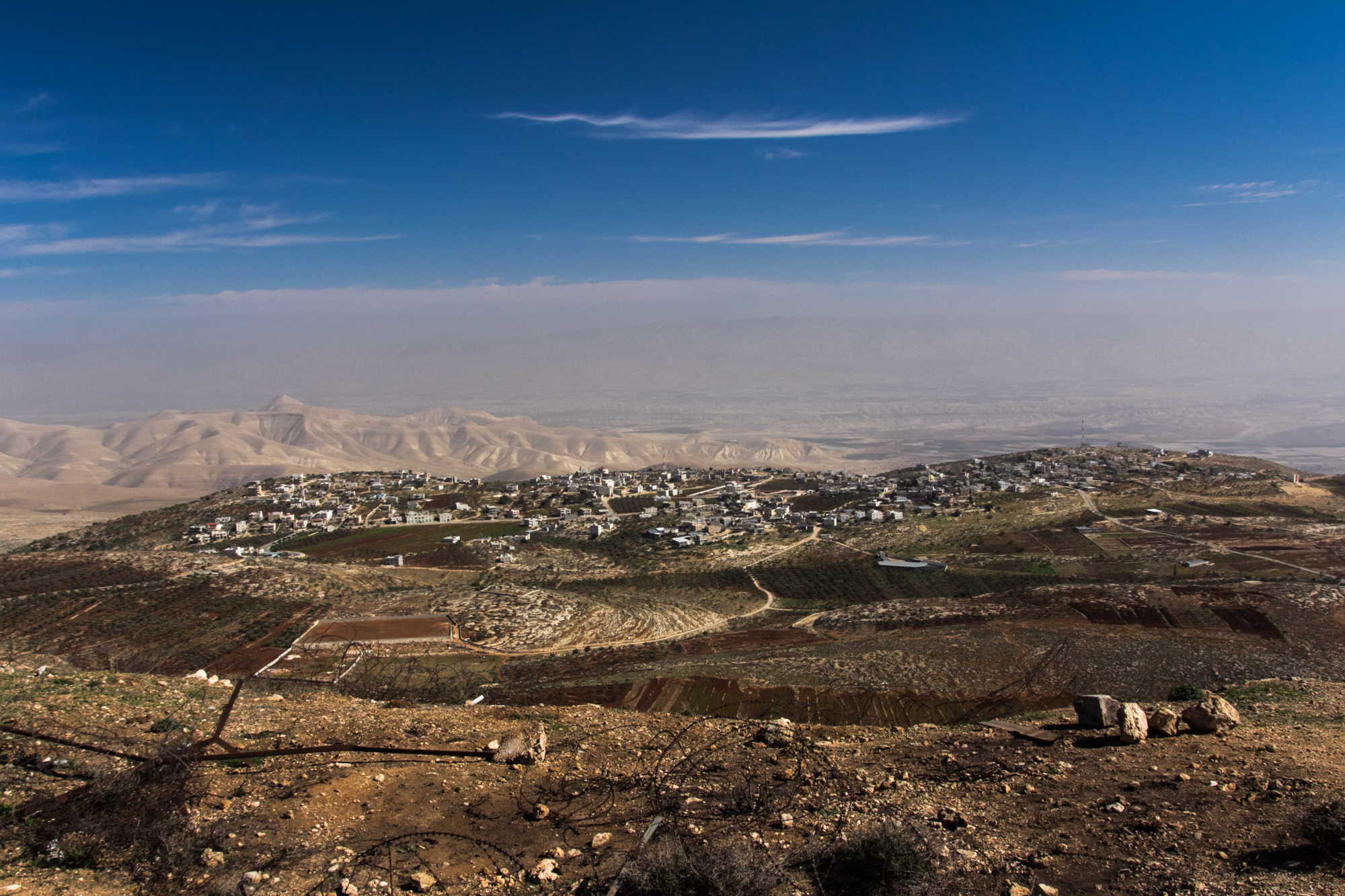
Blick auf Duma von Westen, im Hintergrund ist das Jordantal zu sehen.

Duma (arabisch دوما, DMG Dūmā) ist ein Dorf im Westjordanland im Gouvernement Nablus. Es liegt 20,3 km südlich von der Stadt Nablus. Im Jahr 2017 hatte Duma 2674 Einwohner.

## Geschichte
Das Dorf besteht seit über 3000 Jahren. Es hieß zu römischer Zeit „Adoma“, was in etwa „Ruhe“ oder „Ausruhen“ bedeutet. Später wurde der Name zu „Duma“.
Wie das Gebiet Palästina insgesamt gehörte auch Duma ab 1517 zum Osmanischen Reich. Ab 1922 wurde es Teil des britischen Völkerbundmandats für Palästina und im Jahr 1922 ergab eine Zählung eine Einwohnerzahl von 155 Personen. Nach der Nakba bzw. dem Palästinakrieg 1948 gehörte das Westjordanland offiziell zu Jordanien, das im Jahr 1961 für Duma eine Einwohnerzahl von 444 Personen feststellte.
Seit dem Sechstagekrieg 1967 steht das Westjordanland unter israelischer Besatzung. Nach dem Oslo-II-Abkommen vom 28. September 1995 wurden 5 % des Dorfes Duma zu B-Gebieten, die restlichen 95 % zu C-Gebieten deklariert. In den B-Gebieten hat die Palästinensische Autonomiebehörde Kontrolle über zivile Angelegenheiten, Israel dagegen über Sicherheitsangelegenheiten, während C-Gebiete komplett von Israel verwaltet werden. Die meisten Bewohner von Duma wohnen in B-Gebieten, während ihre landwirtschaftlichen Flächen in C-Gebieten liegen, wo für Bau- und Landmanagementprojekte eine Erlaubnis der Israelischen Zivilbehörde nötig ist.
Seit der Zweiten Intifada 2000 wurden auf dem Gebiet des Dorfes mehrere israelische Checkpoints errichtet. Diese beeinträchtigen die Mobilität der Einwohner, insbesondere in Richtung der Stadt Nablus und zu Nachbardörfern.
Am 31. Juli 2015 verübte der 21-jährige israelische Siedler Amiram Ben-Uliel einen Brandanschlag auf zwei Häuser in Duma, der zum Tod des anderthalbjährigen Ali Dawabsheh und seiner Eltern Saad und Riham führte; der vierjährige Bruder Ahmad überlebte mit schweren Brandwunden. Ben-Uliel hatte „Rache“ und „Lang lebe König Messias“ an die Wände des Hauses gesprüht. Der Fall erregte großes Aufsehen und Ben-Uliel wurde wegen dreifachen Mordes und zweifachen versuchten Mordes zu lebenslänglicher Haft verurteilt, vom Vorwurf der Zugehörigkeit zu einer terroristischen Organisation aber freigesprochen.
Im April 2024 griffen im Rahmen von Attacken auf über ein Dutzend palästinensische Dörfer etwa 200 israelische Siedler Duma an, nachdem der 14-jährige Israeli Binyamin Ahimeir tot aufgefunden worden war. Während die Angreifer Häuser, Autos und landwirtschaftliche Geräte anzündeten, setzten israelische Soldaten Tränengas gegen Bewohner von Duma ein.
Im April 2025 griffen etwa 50 Israelis Häuser und Bewohner von Duma an und legten Feuer. Drei Palästinenser wurden verletzt. Fünf Verdächtigte wurden kurzzeitig festgehalten, konnten aber entkommen.

## Israelische Siedlungen und Außenposten
In dem Gebiet um Duma befindet sich eine Vielzahl von israelischen Siedlungen und Außenposten („Outposts“). Am nächsten liegen Ma’ale Efrayim, Gal Yosef und Malachei Hashalom. Im Jahr 2023 kappten Siedler die Versorgung des nahegelegenen palästinensischen Dorfes Ein ar-Rashash, woraufhin dessen gesamte Einwohnerschaft sich gezwungen sah, wegzuziehen; einige von ihnen zogen nach Duma.

## Bauwerke und archäologische Stätten
In Duma befinden sich drei Moscheen, die Ruinen Khirbat Al Marajem und eine Windmühle. Laut dem Ministerium für Tourismus und Antiquitäten sollen diese Stätten im Hinblick auf eine touristische Erschließung restauriert werden.